# Kulknappen

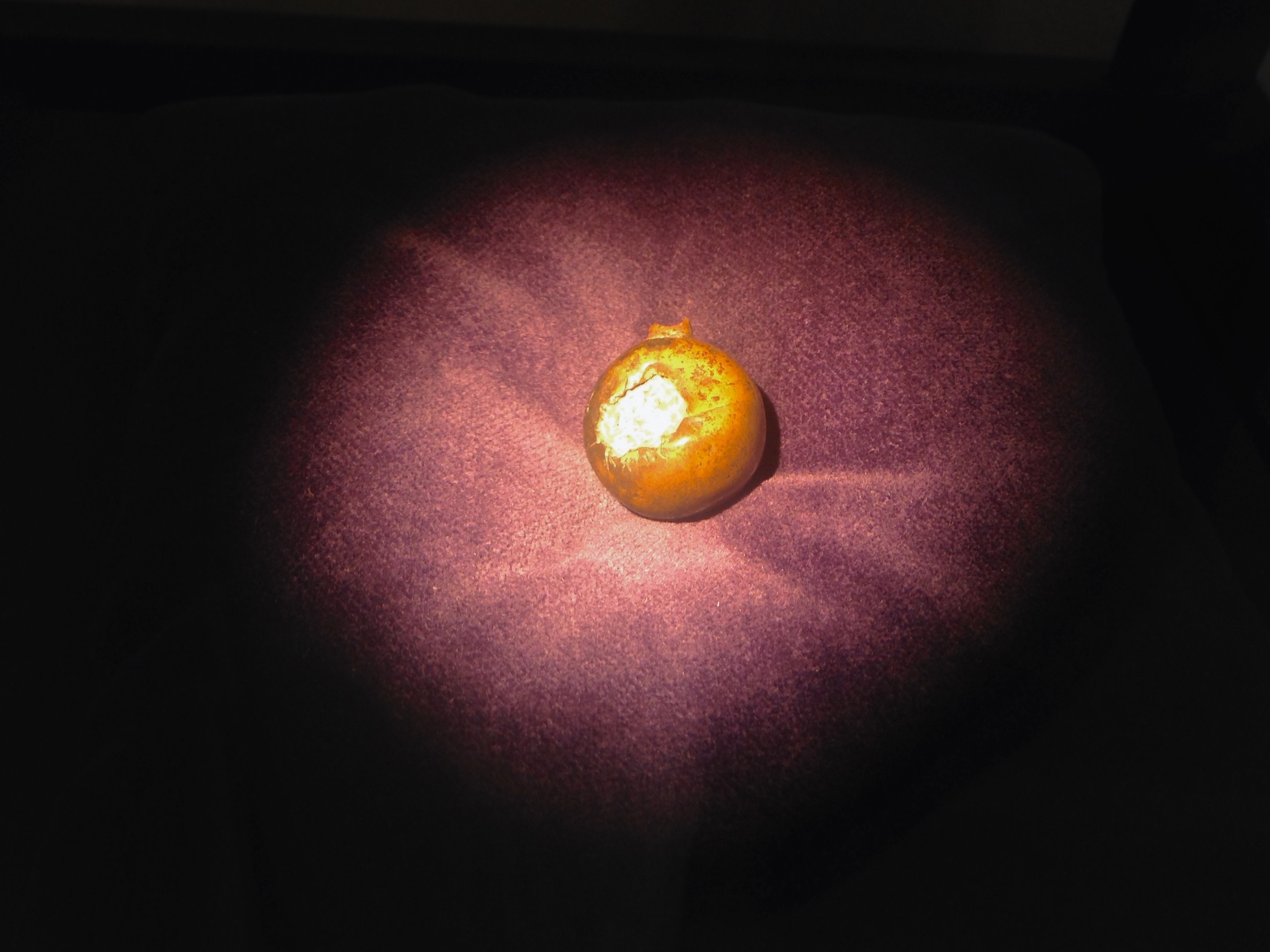
Kulknappen som enligt en sägen användes för att skjuta kung Karl XII. Utställd på Hallands kulturhistoriska museum.

Kulknappen är den knapp som enligt en sägen användes som kula för att skjuta kung Karl XII till döds under slaget vid Fredriksten 1718.
Enligt sägnen såg en soldat vid namn Nordenstierna ha sett Karl XII skjutas, varpå han gick fram för att plocka upp kulan som gått igenom kungens huvud. Han fann att kulan var en omgjord knapp från en av Karl XII:s många uniformer. Detta kan förklaras med att många under Karl XII:s tid trodde att kungen var skyddad av gudomliga krafter och således endast kunde dödas med ett av hans egna föremål, såsom till exempel en kostymknapp omformad och använd som kula.
Nordenstierna sägs ha tagit hem kulknappen till sin gård, Deragård, i Västergötland. Efter en tid börjar han dock frukta att en förbannelse vilade över knappen. Han väljer därför att kasta den i ett grustag där den av en slump återfanns år 1924 av smedmästaren Karl Hjalmar Andersson.[källa behövs] År 1932 hamnade den på Hallands kulturhistoriska museum.
Albert Sandklef var en av de som lanserade kulknappsteorin baserad på folklig tradition under början på 40-talet. Han försökte bland annat att bevisa kulknappens äkthet genom att föra kulknappen genom kulhålet som finns i Karl XII:s hatt.
Dr Marie Allen och Ulf Pettersson genomförde år 2002 en DNA-undersökning vid Uppsala universitet. Syftet var att se om man kunde finna DNA med samma DNA-profil på kulknappen som vid blodet man funnit på Karl XII:s handskar, vilka finns i Livrustkammaren i Stockholm. Undersökningen lyckades delvis. Nackdelen med denna typ av undersökning är dock att den inte är fullt lika utpekande som en kärn-DNA-analys (då gammalt DNA är svårare att analysera görs analysen inte lika grundligt). Detta är alltså en mycket svag bevisning, då Karl XII:s DNA-profil man fått fram delas av ungefär en av hundra svenskar. Man bör också ha i åtanke att det finns DNA av två eller fler personer på kulknappen, vilket -inte är speciellt underligt med tanke på hur många personer som har hanterat knappen genom åren.